# Retrogott und Hulk Hodn
Retrogott und Hulk Hodn (bis 2013 Huss und Hodn) ist eine deutsche Rap-Formation aus Köln, bestehend aus dem MC Retrogott (bürgerlich Kurt Tallert, auch bekannt als Kurt Hustle) und dem DJ Hulk Hodn. Sie haben derzeit einen Vertrag beim Kölner Plattenlabel Entourage Business. Ihre Namen sind angelehnt an Kurt Russell bzw. Hulk Hogan.

## Stil
Musikalisch orientieren sie sich am amerikanischen Hip-Hop der 1980er und 1990er Jahre und verwenden dabei häufig Samples. Textlich sind sie als provokanter Battle-Rap einzustufen, der die negativen Aspekte des Lebens kritisiert.
Sie distanzieren sich vom kommerziellen Rap. Die markanten Texte vom Retrogott enthalten oft Verweise auf musikalische Vorbilder aus der so genannten Golden-Era des Rap, wie z. B. Big L, Nas oder Too Short (Rapper die ich mag). Mit Radiowecker (Doppelt nicht Stereo) und Schlangen sind gesprächig (Schlangen sind giftig) zollen Retrogott und Hulk Hodn den Deutschrap-Pionieren Stieber Twins gleich in mehreren Stücken Respekt. Bei einem Tourstopp 2009 nahe Heidelberg präsentierte Retrogott Radiowecker mit Martin Stieber gemeinsam auf der Bühne.

## Diskografie

### Alben
- 2005: Unprofessionelle Musik
- 2007: Jetzt schämst du dich!
- 2009: Der Stoff, aus dem die Regenschirme sind
- 2013: Fresh und umbenannt
- 2016: Sezession!
- 2018: Kontemporärkontamination
- 2020: Land und Leute
- 2023: Der Urlaub hat nicht stattgefunden
- 2023: Vom strengen Geruch des lockeren Lebens
- 2024: Arbeit im Weltraum

### Sonstige
- 2007: Wack MC Problematik (auf Juice CD #80)
- 2008: Tanzbär (auf Juice CD #88)
- 2008: Schrecklichertraum / Fickificki / Käfig voller Affen / Köln Sued (12")
- 2008: Einer für alle / Schaumstoffgegener (12")
- 2009: Zitate EP
- 2009: Ready Fi Murder (auf Juice CD #95)
- 2009: Entourage Free Mixtape
- 2009: Bauer sucht Frau / Wer hätte das gedacht (12", Audio88 und Retrogott als Audiogott)
- 2009: MHC / Hunger (12", von Retrogott, Hulk Hodn, Twit One, Flomega & Fleur Earth)
- 2010: Beatsundreime / Stinkemu (12", als Die Beleidiger)
- 2011: Elektrosmoke / Der Mentale Heißluftballon / Justamente (12")
- 2013: ein$note (12")
- 2014: Geistgeschwür / Patina (7", mit Die Profis (Mirko Machine & Spax))
- 2025: Eine Stadt voller Menschen (Single)

### Kollaborationen
- 2000: Entourage – Second Erection (Sex Sells No. 2 Tape)
- 2002: Des Griffin vs. Hulk Hodn – Kochduell (Bei Müttern schmeckt's am Besten) (Sex Sells No. 3 Tape, 2007 als Freedownload "Klassiker Mixtape Teil 1 & 2" re-released)
- 2002: Kurt Hustle & Noy Riches – 1 Stunde mit Kurt Hustle & Noy Riches (Sex Sells No. 4 Tape)
- 2003: Edgar Wollust & Kurt Hustle – Berührungsängste (Sex Sells No. 6 Tape)
- 2008: Retrogott & Twit One – Es muss so sein (EP, als 2Trackboy & Echomann)
- 2010: Hazenberg & Retrogott – ÜbersetZungen
- 2010: Sylabil Spill & Retrogott als Die Beleidiger – Die Erde ist eine Scheibe
- 2010: Sylabil Spill & Retrogott als Die Beleidiger – Die Erde ist eine Scheibe (Remix EP)
- 2011: Retrogott & Twit One – MMX (als 4Trackboy & Echomann)
- 2011: Retrogott & Brous One – Retrogott y Brous One (EP)
- 2011: Hulk Hodn & Hubert Daviz – Kaseta (LP)
- 2011: Hulk Hodn, Hubert Daviz, Noyland, Romeo Jesus & Retrogott – Irgendwas mit Medien (Soundtrack)
- 2013: Retrogott y Brous One – Mote con Huesillos (LP)
- 2014: Count Bass D, Retrogott, Twit One & Lazy Jones – The Count In Cologne (12", EP)
- 2014: Retrogott & KutMasta Kurt – RetroMastas (EP)
- 2014: Hubert Daviz & Der Retrogott – Kokain Airlines (EP)
- 2015: Retrogott, Hazenberg und Hulk Hodn – Auf ein Neues (LP)
- 2016: Retrogott & Twit One – Timing & Effekte (als 4Trackboy & Echomann)
- 2017: Retrogott & Motion Man – Pen Pals (EP)
- 2018: Retrogott & KutMasta Kurt – Vintage Fresh (12", EP)
- 2018: Retrogott & Sonne Ra – Sonnengott (LP)
- 2021: Retrogott & Nepumuk – Metamusik (LP)

## Publikationen
2024 veröffentlichte Kurt Tallert das Buch Spur und Abweg, in dem er die Verfolgungsgeschichte seiner Familie anhand von Erinnerungen, Notizen, Briefe und Fotos darstellt.